# Samara Stormbringers 2019
Questa voce raccoglie le informazioni riguardanti i Samara Stormbringers nelle competizioni ufficiali della stagione 2019.

## Campionato di football americano della Russia 2019

### Stagione regolare
| Čeljabinsk 22 giugno 2019 | Chelyabinsk Tanks | 0 – 36 referto | Samara Stormbringers |  |

| Samara 6 luglio 2019 | Samara Stormbringers | 29 – 35 (d.t.s.) (6-6 0-8 15-9 8-6 0-6) referto | Perm Steel Tigers | SK Lokomotiv |

| Ekaterinburg 20 luglio 2019 | Ekaterinburg Ural Lightnings | 20 – 6 (0-0 8-0 6-0 6-6) referto | Samara Stormbringers |  |

## Statistiche di squadra
| Competizione      | %Vittorie | In casa | In casa | In casa | In casa | In casa | In casa | In trasferta | In trasferta | In trasferta | In trasferta | In trasferta | In trasferta | Totale | Totale | Totale | Totale | Totale | Totale |
| Competizione      | %Vittorie | G       | V       | N       | P       | Pf      | Ps      | G            | V            | N            | P            | Pf           | Ps           | G      | V      | N      | P      | Pf     | Ps     |
| ----------------- | --------- | ------- | ------- | ------- | ------- | ------- | ------- | ------------ | ------------ | ------------ | ------------ | ------------ | ------------ | ------ | ------ | ------ | ------ | ------ | ------ |
| Stagione regolare | .333      | 1       | 0       | 0       | 1       | 29      | 35      | 2            | 1            | 0            | 1            | 42           | 20           | 3      | 1      | 0      | 2      | 71     | 55     |
| Totale            | .333      | 1       | 0       | 0       | 1       | 29      | 35      | 2            | 1            | 0            | 1            | 42           | 20           | 3      | 1      | 0      | 2      | 71     | 55     |